# Centrum Szkoleniowe Towarzystwa Strażnica
Centrum Szkoleniowe Towarzystwa Strażnica (ang. The Watchtower Educational Center of Jehovah's Witnesses) – główne centrum szkoleniowe Towarzystwa Strażnica, mieszczące się w Patterson w stanie Nowy Jork w Stanach Zjednoczonych. Kompleks składa się z 28 budynków. Centrum Szkoleniowe powstało na zasadzie wolontariatu, w którym uczestniczyli Świadkowie Jehowy. Pracuje i mieszka w nim  około 1180 wolontariuszy, a kolejnych 1000 usługuje jako współpracownicy dojeżdżający.

## Historia
W roku 1980 rozpoczęto poszukiwania działki o powierzchni około 250 hektarów, leżącej w pobliżu głównej drogi. W grudniu 1984 roku nabyto 270 ha działkę. W roku 1989 rozpoczęto prace budowlane, uczestniczyło w nich ponad 8700 pracowników tymczasowych – wolontariuszy, którzy na własny koszt przyjechali, by uczestniczyć w tym przedsięwzięciu. Od roku 1994 w gotowych obiektach zaczęły funkcjonować działy Biura Głównego Świadków Jehowy, które zostały przeniesione z nowojorskiego Brooklynu. Uroczystość otwarcia odbyła się 19 maja 1999 roku.
Latem 2023 roku oddano do użytku piętrowego budynku o powierzchni 2787 metrów kwadratowych. Powstało tam muzeum z trzema wystawami stałymi i jedną tymczasową, które dziennie przyjmuje 1200 gości. Ponadto trwa remont istniejących budynków

## Biblijna Szkoła Strażnicy – Gilead
W kwietniu 1995 roku z Farm Strażnicy w Wallkill przeniesiono też Biblijną Szkołę Strażnicy – Gilead. Po zakończeniu nauki – w marcu i we wrześniu – w auli Centrum mieszczącej 1700 osób, odbywa się uroczyste rozdanie dyplomów i przydział terenu misjonarskiego. Na uroczystość zaprasza się również innych obserwatorów.
W Centrum Edukacyjnym Towarzystwa Strażnica oprócz zajęć Szkoły Gilead, od listopada 1995 roku organizowane są również szkolenia dla członków komitetów oddziałów, nadzorców obwodu oraz innych szkoleń dla pionierów.

## Działy Biura Głównego i Biura Oddziału
1 września 1995 roku z Biura Głównego w Nowym Jorku do Patterson przeniesiono Dział Służby, Dział Korespondencji, Służbę Wspierania Tłumaczeń, Dział Graficzny, Dział Fotograficzny, Dział Plastyczny, a także Dział Nagrań Dźwiękowych i Filmów Wideo z trzema studiami nagrań, które produkuje rocznie około 425 filmów. W 2015 roku na potrzeby nowego studia filmowego zakupiono budynek o powierzchni 6500 m², położony 8 km od Centrum Szkoleniowego. Nabyto również budynek przeznaczony jako rekwizytornia i kompleks budynków dla 100 wolontariuszy.
Wykonuje się tu również część zadań dla działów: Prawnego, Projektowego i Brajlowskiego. W Centrum Szkoleniowym znajdują się różne działy Biura Oddziału, a także działy: Języka Migowego, Szkoleń Teokratycznych i Przetwarzania Tekstu oraz mają siedzibę inne korporacje prawne Świadków Jehowy, m.in. „Christian Congregation of Jehovah’s Witnesses” oraz „Kingdom Support Services, Inc.”.
14 listopada 2014 roku rozpoczęto przenoszenie zespołu tłumaczącego publikacje biblijne na amerykański język migowy z Centrum Szkoleniowego do Biura Tłumaczeń w Fort Lauderdale na Florydzie. W Patterson Biblia oraz publikacje biblijne Świadków Jehowy były tłumaczone na amerykański język migowy od 1995 roku. Od maja 2015 Biuro Tłumaczeń tego języka migowego znajduje się w nowych obiektach na Florydzie.

## Orkiestra
W Centrum Szkoleniowym dwa razy do roku zbiera się orkiestra składająca się z 64 muzyków-wolontariuszy przyjeżdżających z różnych części świata na swój koszt, aby nagrać melodie, m.in. do programu muzycznego przed zgromadzeniami obwodowymi i kongresami. Orkiestra składająca się ze Świadków Jehowy nagrywa również podkład muzyczny do Pieśni Królestwa, używanych przez Świadków Jehowy podczas zebrań zborowych, zgromadzeń i innych uroczystości, oraz muzykę do filmów i słuchowisk. Rocznie orkiestra nagrywa około 230 utworów muzycznych.

## Możliwość zwiedzania
Centrum jest udostępnione dla zwiedzających od poniedziałku do piątku w godzinach od 8:00 do 11:00 i od 13:00 do 16:00. Corocznie Centrum Szkoleniowe wraz z Biurem Głównym oraz Farmy Strażnicy zwiedza ponad 70 tysięcy osób. W samym tylko Centrum Szkoleniowym codziennie obsługuje około 1000 gości. Wycieczka z przewodnikiem w Centrum Szkoleniowym trwa około dwóch godzin. Przedstawia ona działalność Biblijnej Szkoły Strażnicy – Gilead, a także odbywające się w centrum kursy. Prezentowane filmy oraz ekspozycje przedstawiają również pracę wykonywaną w działach plastycznym, nagrań dźwiękowych i filmów wideo, prawnym i w dziale służby. W maju 2014 roku we wspomnianych trzech kompleksach pracowało ponad 5000 osób, z czego przeszło 3600 zostało przeszkolonych w zajmowaniu się gośćmi. Wycieczki są obsługiwane w ok. 40 językach.

### Wystawy
W holu głównym znajduje się makieta Świątyni Jerozolimskiej, a inne wystawy poświęcone są m.in. historycznym kongresom Świadków Jehowy, zebraniom zborowym oraz pracy Działu Prawnego.
Na parterze budynku Szkoły Gilead znajduje się wystawa ukazująca historię szkoły. Wystawy na pierwszym piętrze budynku szkoły poświęcono odbywającym się tutaj różnym kursom i szkoleniom. Udostępnione są również ekspozycje oraz filmy, które ukazują pracę w poszczególnych działach.

### Centrum dla zwiedzających
1 stycznia 2024 roku oficjalnie otwarto Centrum dla Zwiedzających. Główna wystawa nosi tytuł „Wioska izraelska z I wieku”. Oprócz głównej wystawy znajdują się też trzy inne. „Monety z I wieku znane z Biblii” to ekspozycja oryginalnych monet, w tym unikatowej tetradrachmy. Wystawa zatytułowana „Wszyscy twoi synowie będą wyuczeni przez Jehowę” ukazuje szkolenia teokratyczne. Natomiast wystawa „Obrona dobrej nowiny i umacnianie prawa do jej głoszenia” przedstawia przykłady Świadków Jehowy z różnych krajów, którzy przechodzili prześladowania religijne.